# Chloroclystis venata
Syncosmia craspedozona là một loài bướm đêm trong họ Geometridae.